# حوزه انتخابیه خمین
حوزهٔ انتخاباتی خمین یکی از  حوزه از حوزه‌های استان مرکزی برای انتخابات مجلس شورای اسلامی است. این حوزه به مرکزیت خمین، ۱ نماینده دارد.

## نمایندهدوره دهم
محمدحسین مقیمی

## پی‌نوشت و منبع
- «جدول حوزه‌های انتخابیه در انتخابات دهمین دورهٔ مجلس شورای اسلامی» (PDF). مرکز پژوهش و سنجش افکار صدا و سیما. بایگانی‌شده از اصلی (PDF) در ۵ اكتبر ۲۰۱۸. دریافت‌شده در ۲۹ ژوئن ۲۰۱۶. تاریخ وارد شده در |archive-date= را بررسی کنید (کمک)